# Bernard Genghini
Bernard Genghini (* 18. leden 1958, Soultz-Haut-Rhin) je bývalý francouzský fotbalista. Nastupoval především na postu záložníka.
S francouzskou reprezentací vyhrál Mistrovství Evropy 1984, na šampionátu nastoupil ke dvěma zápasům. Má též bronzovou medaili z mistrovství světa v Mexiku roku 1986. Zúčastnil se též světového šampionátu roku 1982. V národním týmu působil v letech 1980-1986 a odehrál 27 utkání, v nichž vstřelil 6 branek.
S klubem AS Monaco získal francouzský pohár (1984/85).